# 入居
| ウィキペディアには「入居」という見出しの百科事典記事はありません（タイトルに「入居」を含むページの一覧/「入居」で始まるページの一覧）。 代わりにウィクショナリーのページ「入居」が役に立つかもしれません。 |